# Creagra
Creagra is een geslacht van vlinders van de familie spinneruilen (Erebidae), uit de onderfamilie Lymantriinae.

## Soorten
- C. albina (Plötz, 1880)
- C. atricosta (Hampson, 1909)
- C. comorensis Collenette, 1937
- C. liturata (Guérin-Méneville, 1844)